# Заполье (Заволочицкий сельсовет)
Заполье (бел. Заполле) — деревня в составе Заволочицкого сельсовета Глусского района Могилёвской области Республики Беларусь.

## Население
- 1999 год — 92 человека
- 2009 год — 56 человек